# しあわせのかおり
『しあわせのかおり』は、2008年に公開された三原光尋監督、中谷美紀主演の映画。

## 概要
石川県金沢市大野町の小さな中華料理店を舞台にした映画作品で、中華料理店の店主とキャリアウーマンだった女性との人間ドラマを描いている。
公開された2008年の第11回上海国際映画祭に特別招待作品として上映された。

## あらすじ
金沢の港町にある小さな中華料理店「小上海飯店」。デパート店(北陸百貨店の食品部門)の営業として働いていた山下貴子（中谷美紀）は、小上海飯店の店主・王慶国（藤竜也）にデパートへの出店交渉を試みるが断られる。だが、貴子は小上海飯店の料理の味に魅かれて一人の客として通い続けるようになる。
貴子が通い続けていたある日、店主の王は病(脳梗塞)により倒れてしまう。王の病状を知った貴子は見舞いに病院を訪れ、言葉を交わすうちに二人の気持ちが向い合った。
後日、小上海飯店を訪れた貴子は、王の故郷である中国の紹興の話を聞き、仕事を辞め王に弟子入りするという大きな決断をする。
王に弟子入りした貴子は、中華料理に関する作法を学び会得する日々が始まった。そんなある日、王が恩人と慕う永田百合子（八千草薫）から「息子の結婚式の宴を取り仕切ってほしい」という話が舞い込む。返事に困っていた王であったが、やがて「宴」を貴子に一任することを告げる。
そして、「宴」の当日。百合子などが円卓を囲む中、貴子は「宴」の料理を作り始めていく。

## その他
- 監督を務めた三原は、前作の『村の写真集』公開後に次回作の構想を描いて旅をしていた際に、金沢市大野町を訪れて「港町の中国料理店」として相応しいとロケ地として選んだ[1]。
- また、王慶国役を演じた藤は、撮影前に4ヶ月半の中華料理のレッスンを受けた他に、ロケの1週間前から現地入りして役入りに対し様々な準備を試みた[2]。

## キャスト
- 山下貴子：中谷美紀（幼少期は沢木ルカ）
- 王慶国：藤竜也　(…「小上海飯店」の店主)
- 高橋明：田中圭　(…「小上海飯店」に野菜を納品する農家の三代目)
- 植田和義：甲本雅裕　(…東京都児童相談所職員)
- 島史朗：下元史朗　　(…「小上海飯店」の客)
- 野村良雄：木下ほうか　　(…「小上海飯店」の客)
- 石田一：山田雅人　(…「小上海飯店」の客)
- 宮島信男：平泉成　(…永田百合子の息子の嫁の父)
- 永田百合子：八千草薫
- 周芳：蒋雯

その他の出演
- 山口美也子　(…高橋明の母親)
- 徳井優　(…山下貴子の勤め先の上司、部長)
- 並木史朗　(…「小上海飯店」の客)
- 桂雀々
- 細木美知代・田中憲行・松濤まり（いずれもテレビ金沢アナウンサー）、丹羽真由実・満長直晃・黒口啓一郎（いずれも元テレビ金沢アナウンサー）
- 松村玲郎（北陸放送アナウンサー）
- 稲垣真一（石川テレビアナウンサー）
- 虎谷温子（読売テレビアナウンサー）
- 渡辺いっけい　(…王慶国が入院する病院の医師、王慶国の担当医)

## スタッフ
- 監督・脚本：三原光尋
- 原作：『しあわせのかおり』（三原光尋著、幻冬舎文庫）
- 撮影：芦澤明子
- 照明：金沢正夫
- 録音：畑幸太郎
- 記録：生田透子
- 美術：松本知恵
- 音楽：安川午朗
- 主題歌：JUJU「空」
- プロデューサー：三木和史、野村敏哉
- エグゼクティブプロデューサー：白石統一郎、三好順作
- 助監督：武正晴
- 製作：『しあわせのかおり』製作委員会（東映、電通、バップ、読売テレビ、高桑美術印刷、東映ビデオ、ワコー、ビデオプランニング、ソニー・ミュージックアソシエイツ）

## 主なロケ地
金沢市大野町
大野灯台、大野日吉神社、金沢市立大野町小学校、金沢港いきいき魚市
その他
金沢市 - 金沢駅、金沢競馬場
小松市 - 那谷寺
能登町 - 公立宇出津総合病院

### 関連作品

#### -故郷 珠洲- この街で暮らして行こう
三原光尋監督の監督・脚本による『しあわせのかおり』のスピンオフ全12話ショートムービー

##### キャスト
- 高岡睦美 - 石川紗彩
- 田中大介 - 森本のぶ
- 節子ばあちゃん - 関えつ子

## 関連商品
DVD
しあわせのかおり（バップ、2009年4月10日発売）
その他
大野醤油「しあわせのかおり」（大野醤油醸造協業組合）

## 関連書籍
- 『しあわせのかおり オフィシャルガイド&クックブック“しあわせのあじ しあわせな毎日”』 - 東京ニュース通信社（2008年9月）
- 『しあわせのかおり 小さな奇跡を心で味わう物語。』 - 金沢倶楽部（2008年9月）